# Rover
Rover – brytyjski producent samochodów osobowych z siedzibą w Birmingham działający w latach 1878–2005.
Początkowo przedsiębiorstwo zajmowało się produkcją rowerów. Opracowało konstrukcję tych pojadów, która stosowana jest do dziś – z łańcuchem napędowym oraz kołami równej wielkości. Polskie słowo „rower” pochodzi od nazwy tej firmy. W języku angielskim nazwa Rover oznacza wędrowca.
W ostatnich latach, od maja 2000 roku, firma stanowiła część MG Rover Group. W kwietniu 2005 roku Rover ogłosił upadłość. Po tym prawa do marki Rover zachowało indyjskie Tata Motors, natomiast prawa do produkcji modeli 25 i 75 przejął chiński koncern SAIC Motor. Cały park maszynowy został zakupiony przez inne chińskie przedsiębiorstwo, Nanjing Automobile Group, które przejęło prawa do marki MG.

## Historia

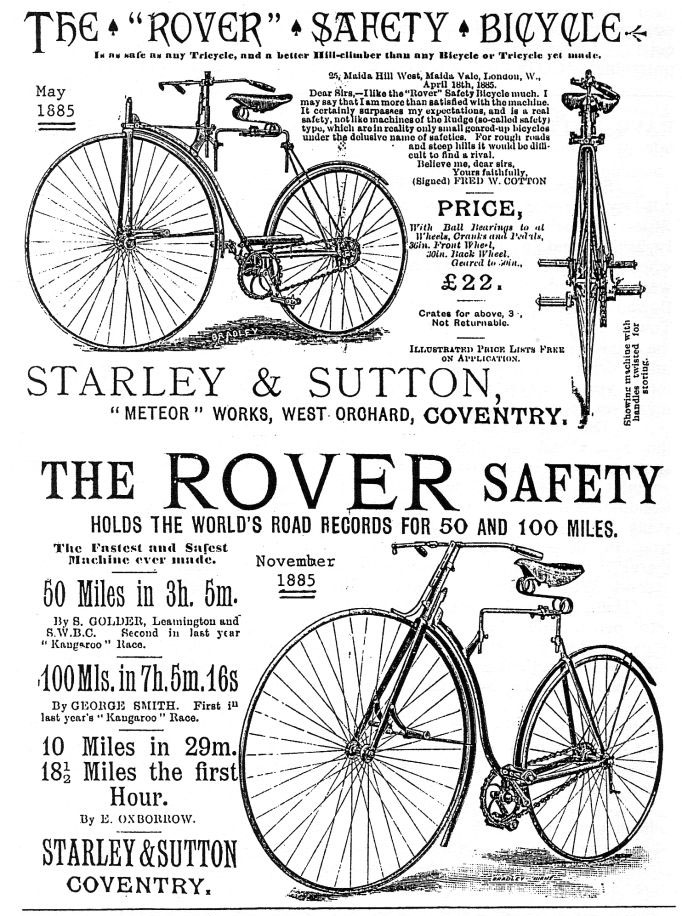
Reklama rowerów Rovera z 1885 roku

Rover 8 – pierwszy model samochodu produkowany przez Rovera (1904)

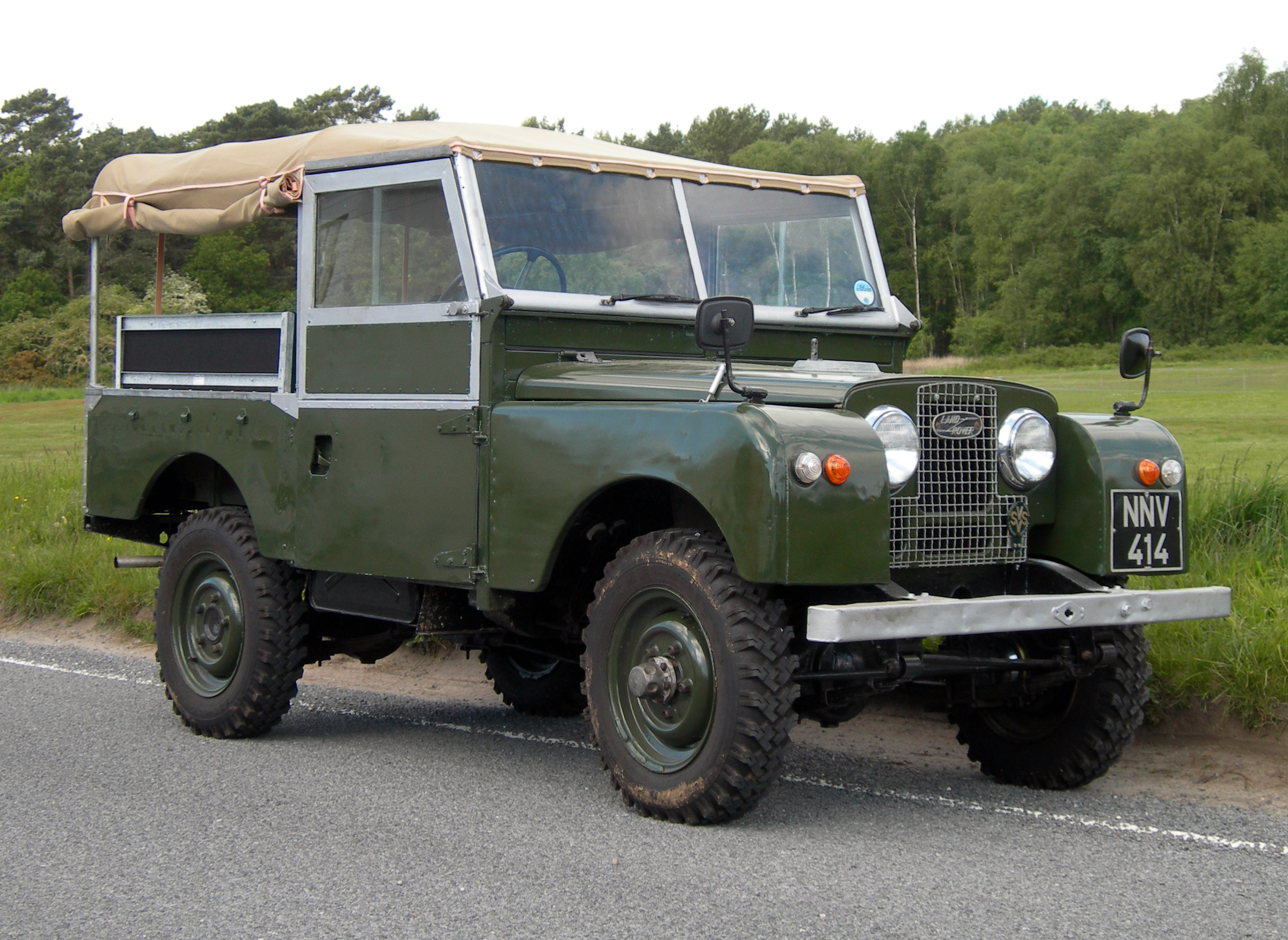
Land Rover Series I (1948) – pierwszy samochód terenowy Rovera; z czasem na jego bazie wykształciła się odrębna marka Land Rover.

Fima Rover wywodzi się od Starley & Sutton Co założonej przez Johna Kempa Starleya w Coventry w Anglii. Pierwszy pojazd nazywany Rover był to tricykl wytworzony właśnie przez tę firmę. W 1889 roku firma przekształciła się w J. K. Starley & Co. Ltd. a w późnych latach 90. XIX wieku w Rover Cycle Company.
We wczesnych latach 80. XIX wieku dostępni na rynku protoplaści roweru reprezentowani byli przez relatywnie niebezpieczne dla użytkownika pojazdy z ogromnym przednim kołem oraz tricykle o wielkich kołach. W 1885 roku Starley & Sutton Co wypuścił na rynek pierwszy rower z napędem przenoszonym łańcuchem na tylne koło. W 1901 roku, 3 lata po śmierci Johna Kempa Starleya firma Rover rozpoczęła produkcję samochodów. Pierwszym modelem był dwuosobowy Rover 8 zaprojektowany przez Edmunda Lewisa, który przyszedł do firmy z Daimlera.
Podczas I wojny światowej firma produkowała motocykle, ciężarówki według projektu Maudsleya oraz samochody osobowe zaprojektowane przez firmę Sunbeam. Produkcja rowerów i motocykli była kontynuowana aż do Wielkiego Kryzysu, który wymusił jej zakończenie w 1925 roku. W latach 20. XX wieku firma nie prosperowała najlepiej i nie wypłacała dywidend od akcji od 1923 roku aż do połowy lat 30. W 1929 roku nastąpiła zmiana w zarządzie i stery przejął Spencer Wilks pracujący wcześniej w Hillmanie. Wilks rozpoczął reorganizację firmy, szukając klientów pośród osób, które chciały posiadać coś bardziej ekskluzywnego niż Ford czy Austin. W 1930 roku do firmy dołączył brat Wilksa, Maurice, który również przeszedł z Hillmana aby objąć stanowisko głównego inżyniera. Spencer Wilks pozostał w firmie aż do 1962 roku, a jego brat do 1963.

### II wojna światowa i turbiny gazowe
Pod koniec lat 30. XX wieku rząd brytyjski, przewidując potencjalne działania wojenne, rozpoczął program zbrojeń; częścią tej akcji były tzw. „fabryki w cieniu” – obiekty utrzymywane przez państwo, ale prowadzone przez prywatnych przedsiębiorców. Dwie z nich były prowadzone przez Rovera – jedna umiejscowiona w Acocks Green w Birmingham rozpoczęła działalność w 1937 roku, zaś druga większa zaczęła pracować w 1940 roku w Solihull. Obydwa zakłady produkowały silniki lotnicze oraz ramy samolotów. Pierwotny zakład mieszczący się przy Helen Street w Coventry został poważnie uszkodzony podczas bombardowań w 1940 i 1941 roku i nigdy nie rozpoczął ponownie pracy na pełnych obrotach.
Na początku 1940 roku Rover został poproszony przez rząd o wsparcie oficera RAF-u Franka Whittle'a w pracach rozwojowych nad silnikiem odrzutowym. Firma Whittle'a nie miała zaplecza produkcyjnego i zamiarem rządu było, aby Rover przejął projekt i wdrożył go do seryjnej produkcji. Whittle nie był z tego faktu zadowolony, nie podobały mu się zmiany wprowadzone w projekcie bez jego zgody; mimo tego pierwszy testowy egzemplarz silnika powstał w nieczynnej przędzalni w Barnoldswick w hrabstwie Lancashire, w październiku 1941 roku. Nową technologią zainteresował się Rolls-Royce i na mocy osiągniętego w 1942 roku porozumienia przejął prace nad silnikiem. Rover otrzymał w zamian zlecenie na wytwarzanie silników typu „Meteor” do czołgów, które było realizowane aż do 1964 roku.
Po II wojnie światowej firma opuściła siedzibę przy Helen Street i zakupiła dwie nowe „fabryki w cieniu”. Fabryka w Acocks Green przez chwilę wytwarzała wspomniane wyżej silniki „Meteor”, natomiast Solihull skoncentrowało się na pojazdach, wznawiając w 1947 roku produkcję i stając się matecznikiem Land Rovera.

### Prototypy
W 1950 roku F.R. Bell oraz szef zespołu inżynierów Maurice Wilks przedstawili pierwszy samochód napędzany turbiną gazową. Dwumiejscowy JET1 posiadał silnik umieszczony za siedzeniami, wloty powietrza po obu stronach nadwozia oraz wyloty na górze bagażnika. Podczas testów samochód osiągnął prędkość 140 km/h przy 50 tys. obr./min turbiny. Silnik mógł być zasilany benzyną, naftą lub olejem napędowym, ale niemożliwe do przezwyciężenia problemy ze zużyciem paliwa okazały się być przeszkodą uniemożliwiającą podjęcie produkcji. Pojazd można obecnie oglądać w Muzeum Nauki w Londynie. Doświadczenia podczas produkcji auta nie poszły jednak na marne. Firma wspólnie z BRM – zespołem Formuły 1 połączyły swe siły, aby stworzyć napędzane turbiną coupe, które w 1963 roku wzięło udział w 24-godzinnym wyścigu LeMans. Kierowcami byli Graham Hill (ojciec Damona, mistrza Formuły 1 z 1996 roku) oraz Richie Ginther. Pojazd osiągnął średnią prędkość 173 km/h oraz maksymalną 229 km/h.

### Złote lata

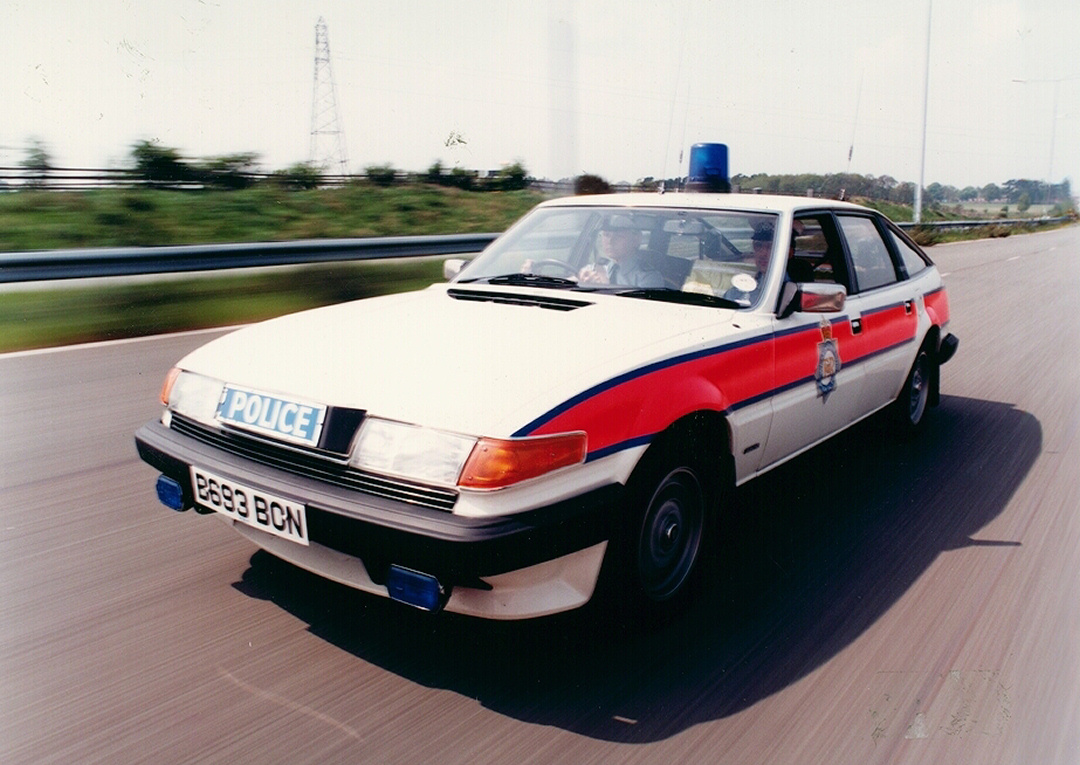
Rover SD1 (1976) cieszył się dużą popularnością jako radiowóz brytyjskiej policji.

Lata 50. i 60. ubiegłego stulecia okazały się być wielce owocne dla firmy, czego dowiódł niezwykły sukces Land Rovera (od lat 50. aż po 70. właśnie Land Rovery wiodły prym pośród sprzedanych samochodów firmy Rover) oraz modeli P5 oraz P6 napędzanych wywodzącym się z Buicka aluminiowym silnikiem V8 o pojemności 3500 cm³. W 1967 roku Rover stał się częścią Leyland Motor Corporation, który połączył się z British Motor Holdings, aby w końcu przeistoczyć się w British Leyland. Był to początek końca tradycyjnego Rovera, spowodowany niezdrowymi relacjami panującymi w przemyśle oraz problemami z zarządzaniem, które trapiły brytyjski przemysł samochodowy w latach 70. XX wieku. W 1970 roku Rover połączył doświadczenie wyniesione z produkcji limuzyn z umiejętnością wytwarzania samochodów terenowych. W ten sposób powstał Range Rover – pierwszy samochód dający możliwość jazdy w terenie bez konieczności rezygnowania z pewnego luksusu. Samochód napędzany był wspomnianym wyżej wywodzącym się z Buicka silnikiem V8 oraz posiadał takie innowacyjne rozwiązania jak stały napęd na 4 koła, zawieszenie oparte na sprężynach śrubowych oraz hamulce tarczowe na wszystkich kołach. Zdolny rozpędzić się do 160 km/h na szosie oraz do jazdy w ekstremalnie trudnych warunkach drogowych Range Rover w przedstawionej postaci pozostał w produkcji przez 26 lat.
Z kolei wprowadzony do produkcji w 1976 roku Rover SD1 był wspaniałym samochodem, jednak przez cały okres produkcji zmagał się z problemem jakości i niezawodności. Bezlitosny program cięć zaaplikowany firmie pod koniec lat 70. doprowadził do zakończenia produkcji tego modelu w fabryce w Solihull, która przestawiła się na wytwarzanie jedynie Land Rovera. Wszystkie samochody spod znaku Rovera miały być od tej pory produkowane w dawnych zakładach Austina i Morrisa w Longbridge i Cowley.

### Rover i Honda

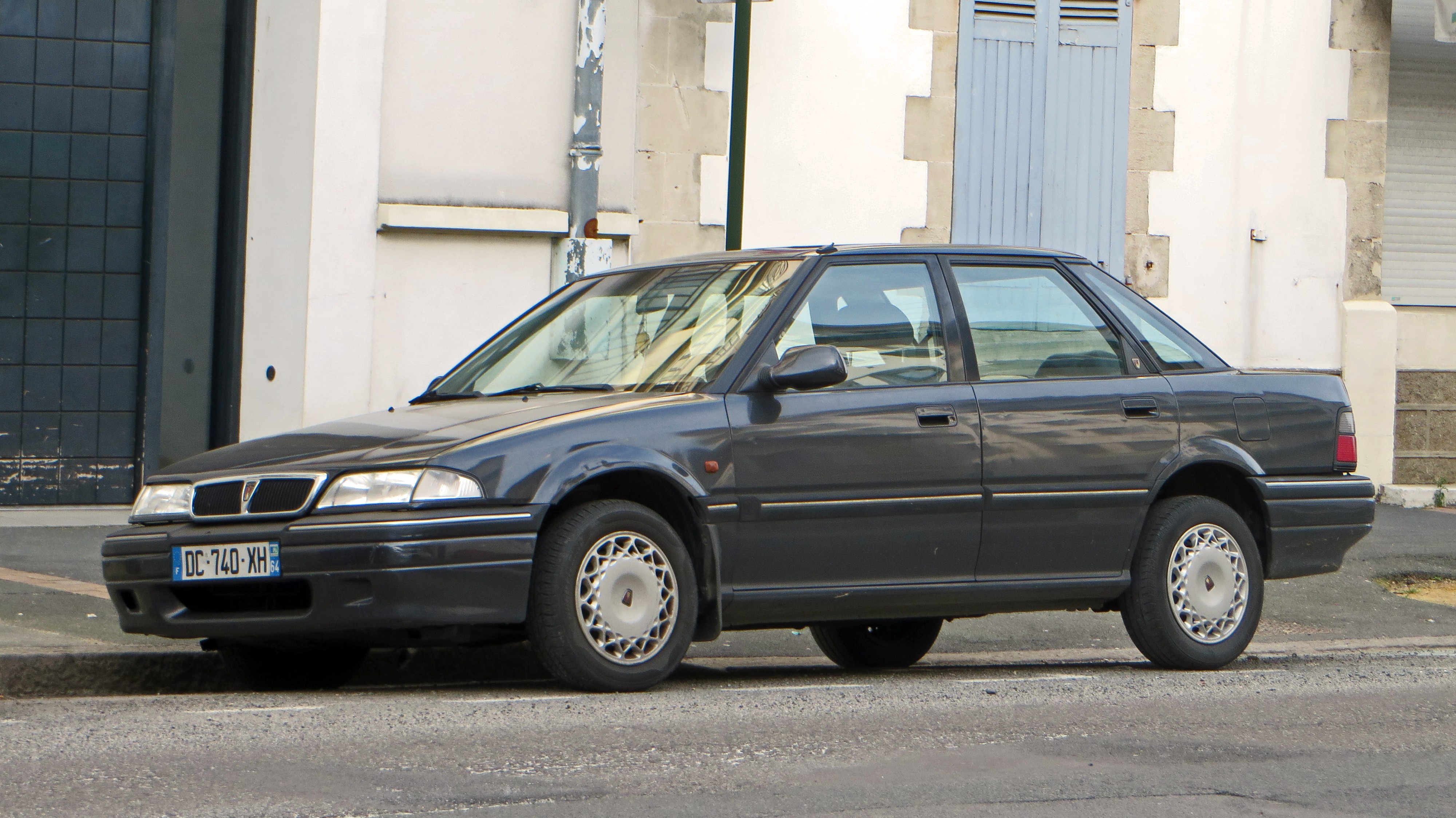
Rover 400 (wersja z 1993 r.), opracowany we współpracy z Hondą

Austin Rover Group została stworzona w 1982 roku jako firma-córka British Leyland produkująca samochody dla masowego odbiorcy. W latach 80. XX wieku zredukowany British Leyland umieszczał znaczek Rovera na całej gamie pojazdów stworzonych wspólnie z Hondą. Pierwszym, wypuszczonym na rynek w 1984 roku wywodzącym się z Hondy samochodem był Rover 200, który podobnie jak Triumph Acclaim bazował na Hondzie Ballade (podobnie w Australii, Honda Quint – znana w Europie jako Honda Quintet – oraz Integra były opatrzone znaczkiem Rover Quintet oraz 416i.). W 1986 roku Rover SD1 został zastąpiony przez wywodzący się z Hondy Legend model 800. Do tego czasu Austin Rover przeszedł do polityki jednej marki i British Leyland – jego właściciel zmienił nazwę na Rover Group, a dział produkcji samochodów na Rover Cars. Od tego momentu samochody Austin faktycznie pod względem technicznym nie różniły się od Roverów, choć słowo „Rover” nigdy nie pojawiło się na tych autach – zamiast tego widniał na nich znaczek z łodzią wikingów, jednakże bez żadnej inskrypcji. Wkrótce samochody te zostały zmienione przez modele 200 i 400 (wywodzące się z Hondy Concerto) i 600 (będące technicznie prawie w 100% kopią Hondy Accord, wzbogaconą o elementy drewniane i chromowane, różnice głównie karoseryjne).

### Przejęcie przez BMW

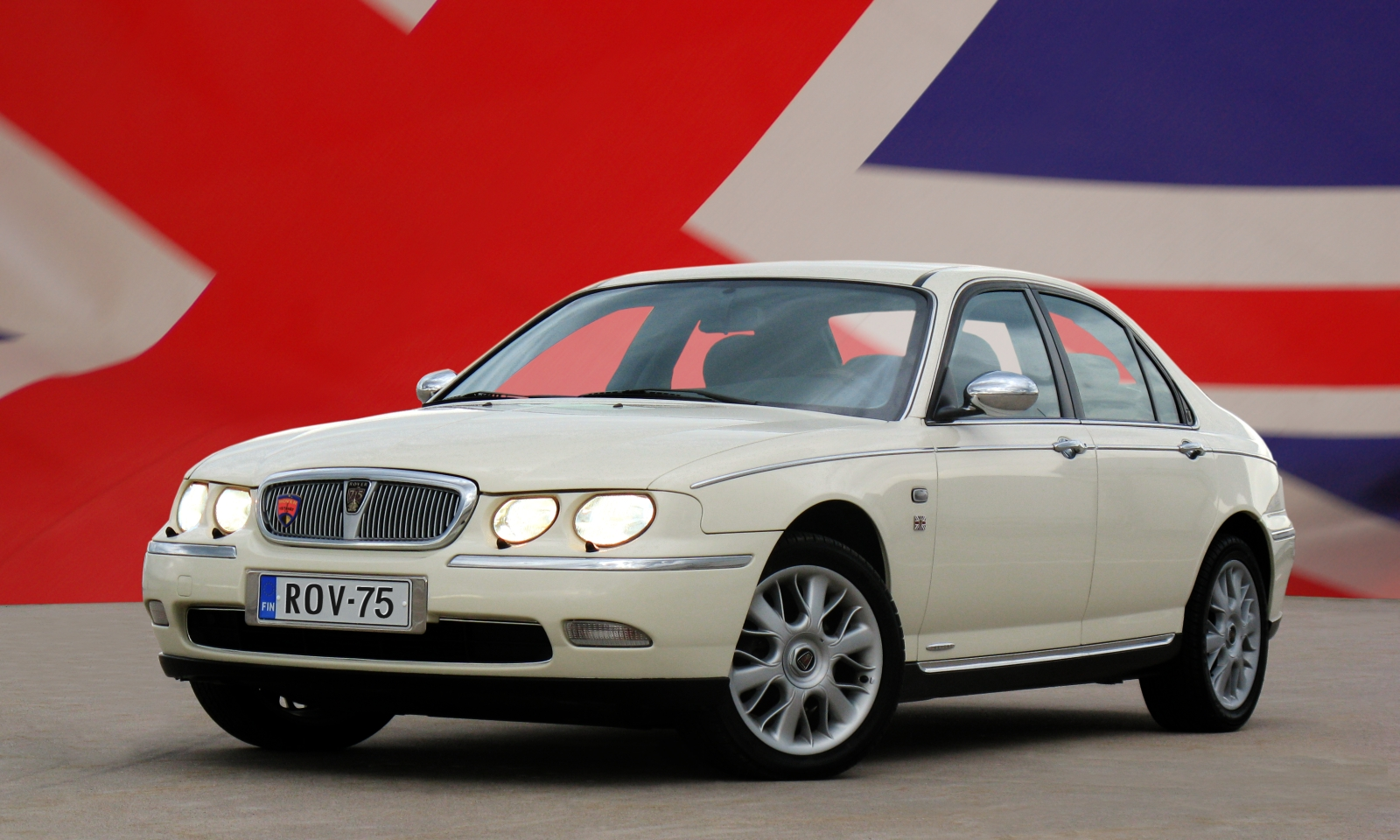
Rover 75 (1998) – jeden z ostatnich modeli Rovera, opracowany w okresie przynależności do koncernu BMW

Związek z Hondą był punktem zwrotnym w historii firmy mozolnie odbudowującej swój wizerunek producenta drogich aut będących alternatywą dla Fordów i Vauxhalli. W 1994 roku British Aerospace sprzedało Grupę Rover BMW (włączając w to marki Rover, Land Rover, Riley, Mini, Triumph oraz Austin-Healey), które zaczęło postrzegać samochody angielskiego producenta jako potencjalnego poważnego rywala. Przejęcie przez firmę z Bawarii zaowocowało pracami nad modelem 75, które zostały szczęśliwie zakończone, zanim w 2000 roku nastąpił budzący niesmak rozwód obydwu firm.

### MG Rover Group

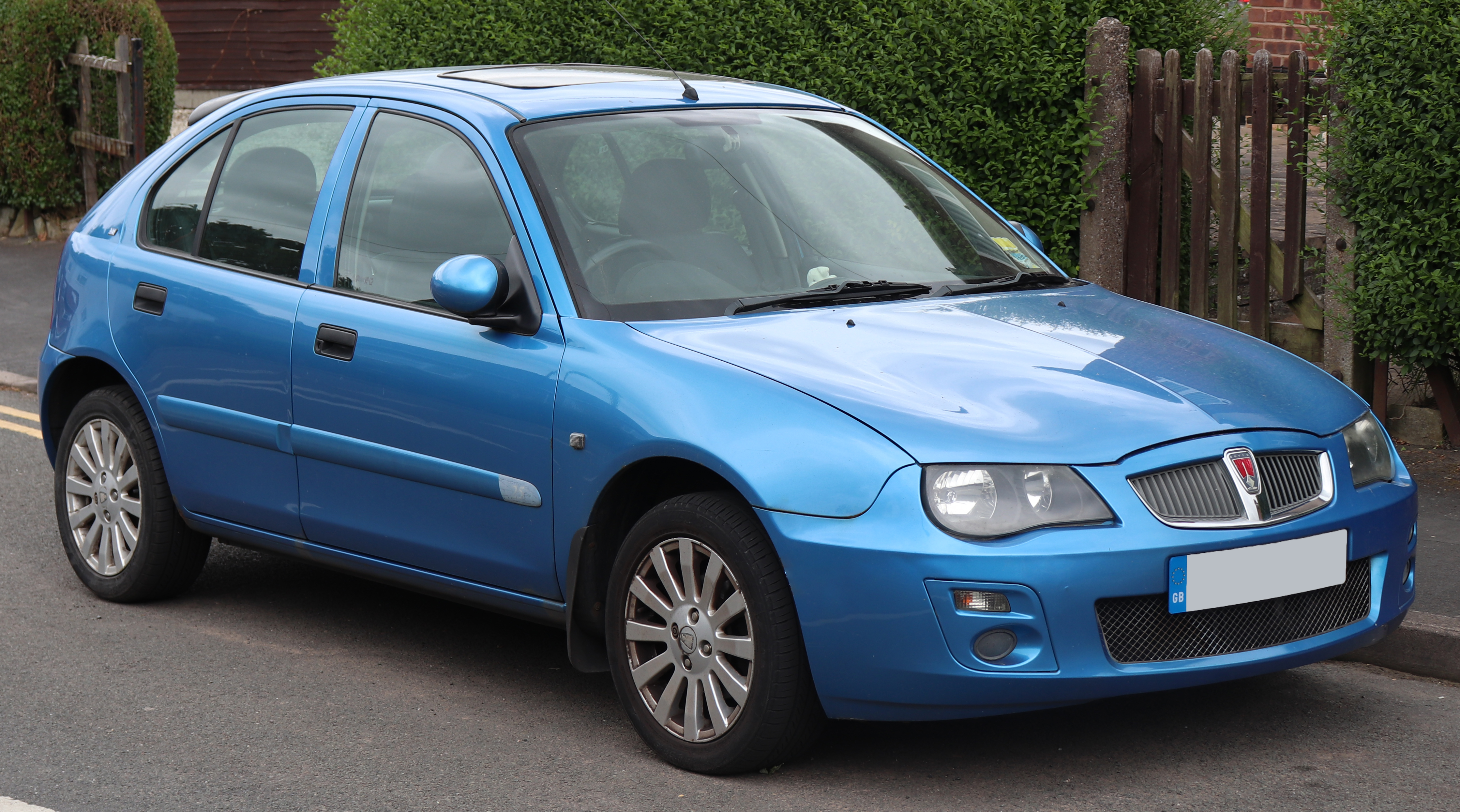
Rover 25 w wersji po liftingu (2004) zaprezentowanej tuż przed upadłością MG Rover Group

W maju 2000 roku BMW dokonało podziału grupy, sprzedając Land Rovera Fordowi, a resztę przekazując za symboliczne 10 funtów konsorcjum Phoenix Venture Holdings, utworzone specjalnie w celu przejęcia chylącej się ku upadkowi firmy. Stworzyła je czterech biznesmenów, w tym John Towers, były dyrektor generalny Rover Group. Nowa spółka otrzymała nazwę MG Rover Group. BMW zatrzymało prawa do nazwy Rover (oraz związanych z nią takich nazw jak Riley, Mini i Triumph), udzielając MG Rover Group jedynie licencji na jej używanie. Pierwszym autem wprowadzonym przez nowych właścicieli był Rover 75 w wersji kombi. W 2003 roku wprowadzono model CityRover, który był produkowany we współpracy z hinduską fabryką Tata Motors. Model nie zdobył jednak uznania – sprzedaż małego, słabo wyposażonego, lecz drogiego samochodu stała na bardzo niskim poziomie. Na początku dekady zaprezentowano również kilka prototypów pojazdów mających zastąpić modele 25 oraz 45, nie wyszły jednak one nigdy poza fazę projektów. MG Rover Group zbankrutowało w 2005 roku, a wraz z nią ze sprzedaży zniknął ostatni model marki Rover.

### Bankructwo, przejęcie przez SAIC i NAC
15 kwietnia 2005 roku MG Rover ogłosił niewypłacalność i wstrzymał produkcję. 22 lipca 2005 roku majątek upadłej firmy został sprzedany chińskiemu koncernowi NAC (Nanjing Automobile Group) za 53 mln funtów, którego plany zakładały przeniesienie fabryki silników Powertrain do Chin oraz ulokowanie produkcji samochodów w Chinach (Rover) oraz w Anglii w regionie West Midlands (choć niekoniecznie w Longbridge).
Inny chiński koncern motoryzacyjny – SAIC (Shanghai Automotive Industry Corporation), który posiadał prawa do produkcji modelu 75 (kupione za 67 mln funtów jeszcze przed upadkiem MG Rover), również starał się przejąć pozostałości upadłej fabryki, zapowiadając wypuszczenie własnej wersji Rovera 75 pod koniec 2006 roku. W lipcu 2006 roku SAIC zapowiedział, iż zamierza odkupić nazwę Rover od BMW, które wciąż posiadało prawo do niej. Do transakcji w końcu jednak nie doszło ze względu na fakt, iż 18 września 2006 roku nazwę wykupił Ford, korzystając tym samym z prawa pierwokupu przysługującego mu na mocy umowy zawartej, gdy koncern ten kupował Land Rovera. W tym stanie rzeczy, SAIC stworzył własną markę o podobnej do pierwowzoru nazwie i znaczku – Roewe. Pierwszy seryjny model trafił do produkcji na początku 2007 roku.

### Wykupienie przez Tata Motors Land Rovera i Jaguara
2 czerwca 2008 roku indyjski koncern Tata Motors kupił od Forda firmy Jaguar i Land Rover. Umowa obejmowała również sprzedaż praw do nazwy Rover.

## Nagrody
Samochody marki Rover dwukrotnie nagrodzone zostały tytułem Europejskiego Samochodu Roku – Rover 2000 zwyciężył w 1964 roku (pierwsza edycja tego konkursu), a Rover 3500 w 1977 roku.

## Modele samochodów

### Rover
- Rover 8 (1904–1912)
- Rover 6(inne języki) (1906–1910)
- Rover 16/20 (1906–1910)
- Rover 12(inne języki) (1912–1923)
- Rover 8 (1919–1925)
- Rover 9/20 (1924–1927)
- Rover 14/45 (1925–1927)
- Rover Light Six(inne języki) (1927–1932)
- Rover 10 (1927–1947)
- Rover 2-Litre (1929–1932)
- Rover Meteor(inne języki) (1930–1934)
- Rover Speed 20 (1931–1940)
- Rover Pilot (1932–1933)
- Rover Scarab(inne języki) (1932–1932)
- Rover 12(inne języki) (1934–1947)
- Rover 14(inne języki) (1934–1947)
- Rover 16(inne języki) (1937–1947)
- Rover P3(inne języki) (1948–1949)
- Rover P4(inne języki) (1949–1964)
- Rover P5(inne języki) (1958–1973)
- Rover P6(inne języki) (1963–1976)
- Rover SD1 (1977–1986)

### Rover Group
- Rover Mini (1986–2000)
- Rover serii 100 (1990–1998)
- Rover serii 200 (1989–1999)
- Rover serii 400 (1990–1999)
- Rover serii 600 (1993–1998)
- Rover serii 800 (1986–1998)

### MG Rover Group
- Rover CityRover (2004–2006)
- Rover 25 (1999–2005)
- Rover Streetwise (2003–2005)
- Rover 45 (1999–2005)
- Rover 75 (1999–2005)

### Modele koncepcyjne
- Rover TCV (2002)
- Rover 75 Coupé (2004)